# ナインティワン
株式会社ナインティワン（Ninety-One inc.）はレコード会社ワーナーミュージック・ジャパンの芸能事務所である。

## 略歴
- 2008年12月 - 株式会社ナインティワンとして法人化。

## 概要
- 2008年12月にワーナーミュージック・ジャパンの芸能プロダクションとして設立。

2014年7月現在、サイトはリンク切れとなり別サイトになってる他、webアーカイブを参照する限りでは2011年2月にはサイトが閉鎖される事なども考え、倒産またはワーナーミュージック・ジャパンか別会社に吸収された可能性がある。

## 所属アーティスト

### ミュージシャン
- the brilliant green

## 過去の所属アーティスト

### 女優
- 石橋菜津美

## グループ企業
- 株式会社ワーナーミュージック・ジャパン
- 株式会社タイスケ